# Bertrand Couderc
Bertrand Couderc (* 1966 in Txakolí) ist ein baskischer Lichtdesigner.

## Leben und Werk
In Paris aufgewachsen, studierte Couderc an der École Nationale Supérieure des Arts et Techniques du Théâtre Lichtdesign. Langjährige Zusammenarbeit verbindet ihn mit Philippe Calvario, vorrangig bei Sprechstücken. Zu den gemeinsamen Produktionen zählen Groß und klein von Botho Strauß, Roberto Zucco von Bernard-Marie Koltès, Die Möwe von Tschechow am Bouffes du Nord, sowie die Opernfassung der Angels in America von Péter Eötvös am Théâtre du Châtelet und Prokofiews Liebe zu den drei Orangen beim Festival d’Aix-en-Provence.
Seit 1997 arbeitet Couderc auch mit Jacques Rebotier zusammen: Éloge de l'ombre von Tanizaki Jun’ichirō, Les Ouvertures sont von Rebotier am Théâtre des Amandiers in Nanterre, sowie Le Jeu d'Adam am Théâtre du Vieux Colombier. Er beleuchtete weiters Inszenierungen von Karin Serres, wie Colza am Théâtre de l'Est in Paris und Marguerite, reine des prés, von Bruno Bayen, wie Die sexuellen Neurosen unserer Eltern von Lukas Bärfuss in Vidy-Lausanne, Stella von Goethe am MC93 in Bobigny und La Fuite en Égypte von Bayen am Théâtre de Gennevilliers. Außerhalb Frankreichs arbeitet Coudrec vorrangig in Wien, sowohl an der Staatsoper, als auch im Theater an der Wien und bei den Wiener Festwochen.
2014 debütierte er erfolgreich bei den Salzburger Festspielen – mit dem Lichtdesign für die Uraufführung von Dalbavies Oper Charlotte Salomon in der Felsenreitschule.

## Wichtige Opernproduktionen
- 2004 Die Liebe zu den drei Orangen – Festival d’Aix-en-Provence – Dirigent: Tugan Sochijew, Regie: Philippe Calvario
- 2004 Angels in America – Théâtre du Châtelet – Dirigent: Péter Eötvös, Regie: Philippe Calvario
- 2005 Così fan tutte – Festival d’Aix-en-Provence, Theater an der Wien, Opéra National de Paris – Dirigent: Daniel Harding, Regie: Patrice Chéreau
- 2007 Z mrtvého domu – Wiener Festwochen, danach in Amsterdam, Aix, Paris, Milano, New York und Berlin – Dirigent: Pierre Boulez, Regie: Patrice Chéreau
- 2007 Tristan und Isolde – Teatro alla Scala – Dirigent: Daniel Barenboim, Regie: Patrice Chéreau
- 2011 Anna Bolena – Wiener Staatsoper – Dirigent: Evelino Pidò, Regie: Eric Génovèse
- 2014 Charlotte Salomon – Salzburger Festspiele – Dirigent: Marc-André Dalbavie, Regie: Luc Bondy
- 2022 L’incoronazione di Poppea – Festival d’Aix-en-Provence – Dirigent: Leonardo Alarcon, Regie: Ted Huffman